# Vittorio Stagni
Vittorio Stagni fue un deportista italiano que compitió en esgrima, especialista en la modalidad de sable. Ganó una medalla de plata en el Campeonato Mundial de Esgrima de 1951 en la prueba por equipos.

## Palmarés internacional
| Campeonato Mundial | Campeonato Mundial | Campeonato Mundial | Campeonato Mundial |
| Año                | Lugar              | Medalla            | Prueba             |
| ------------------ | ------------------ | ------------------ | ------------------ |
| 1951               | Estocolmo (Suecia) | Medalla de plata   | Sable por equipos  |